# マタヌスカ・スシトナ郡 (アラスカ州)
マタヌスカ・スシトナ郡（マタヌスカ・スシトナぐん、英: Matanuska-Susitna Borough、短縮してマット・ス郡と呼ばれることが多い）は、アメリカ合衆国アラスカ州の南部に位置する郡である。2010年国勢調査での人口は88,995人である。郡庁所在地はパーマー（人口5,937人）であり、郡内で人口最大の都市はワシラ（人口7,831人）である。郡全体がアンカレッジ都市圏に属している。1964年に設立された。
マタヌスカ・スシトナ郡はマタヌスカ川とスシトナ川の全体が含まれるので、この郡名が付けられた。これらの川は郡の南境界であるクック入江に注いでいる。アラスカ州でも数少ない農業地帯である。

## 地理

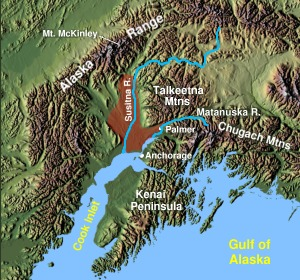
マタヌスカ・スシトナ・バレー（赤着色部）

マタヌスカ・スシトナ郡は北緯62度24分、西経149度35分に位置している。アメリカ合衆国国勢調査局に拠れば、郡域全面積は25,260平方マイル (65,400 km2)であり、このうち陸地は24,682平方マイル (63,930 km2)、水域は578平方マイル (1,500 km2)で水域率は2.29%である。

### 隣接する郡と国勢調査地域
- デナリ郡 - 北
- サウスイーストフェアバンクス国勢調査地域 - 北東
- バルデス・コルドバ国勢調査地域 - 東
- アンカレッジ統合市郡 - 南
- キナイペニンシュラ郡 - 南
- ベセル国勢調査地域 - 西
- ユーコン・コユクック国勢調査地域 - 西

### 国立保護地域
- チュガチ国立の森（部分）
- デナリ国立公園および保護地（部分）[3]
  - デナリ原生地（部分）
- レイク・クラーク国立公園および保護地（部分）[4]
  - レイク・クラーク原生地（部分）

## 人口動態
以下は2000年の国勢調査による人口統計データである。
| 基礎データ - 人口: 59,322人 - 人口密度: 1人/km2（2人/mi2） - 住居数: 27,329 軒 - 住居密度: 0軒/km2（1/mi2） 人種別人口構成 - 白人: 87.55% - アフリカン・アメリカン: 0.69% - ネイティブ・アメリカン: 5.50% - アジア人: 0.70% - 太平洋諸島系: 0.12% - その他の人種: 0.86% - 混血: 4.57% - ヒスパニック・ラテン系: 2.50% | 年齢別人口構成 - 18歳未満: 32.2% - 18-24歳: 7.4% - 25-44歳: 31.1% - 45-64歳: 23.4% - 65歳以上: 5.9% - 年齢の中央値: 34歳 - 性比（女性100人あたり男性の人口） - 総人口: 108.2 - 18歳以上: 108.1 世帯と家族（対世帯数） - 18歳未満の子供がいる: 42.3% - 結婚・同居している夫婦: 58.9% - 未婚・離婚・死別女性が世帯主: 9.1% - 非家族世帯: 26.8% - 単身世帯: 20.3% - 65歳以上の老人1人暮らし: 4.1% - 平均構成人数 - 世帯: 2.84人 - 家族: 3.29人 |

郡内の学校はマタヌスカ・スシトナ郡教育学区が管轄している。

## 政治と政府
マタヌスカ・スシトナ郡は1992年のアメリカ合衆国大統領選挙でロス・ペローを第1位にした合衆国でも数少ない郡の1つである。前の郡長は弁護士で歴史の教師でもあるタリス・コルバーグだった。コルバーグは2010年10月にマタヌスカ・スシトナ・カレッジのディレクターになるために離職した。2011年時点の郡長はラリー・デヴィビスである。この郡は強い郡マネジャーの形態を採っている。現在の郡マネジャーは副マネジャーのエリザベス・グレイが代行している。長年務めていたジョン・ダッフィが2010年に引退した。

## 都市と町
郡内には3の都市（ヒューストン、パーマー、ワシラ）と25の国勢調査指定地域、および2の未編入町がある。
| - アレクサンダー - ビッグレイク - バッファローソープストーン - ビュート - チェイス - チッカルーン - ディングリシュナヒルズ - ファームループ - フィッシュフック - ゲイトウェイ | - グレイシャービュー - ヒューストン - クニクリバー - クニクフェアビュー - レイクルイーズ - レイクス - レイジーマウンテン - メドウレイクス - パーマー - 郡庁所在地 - ピーターズビル | - ポイントマッケンジー - スクウェントナ - スシトナ - サットン・アルパイン - タルキートナ - タナイナ - トラッパークリーク - ワシラ - ウィロー - ワイ |